# باشگاه فوتبال متروپولیتان پلیس
باشگاه فوتبال متروپولیتان پلیس (به انگلیسی: Metropolitan Police Football Club) یک باشگاه فوتبال در شهر مولسی، کشور انگلستان است که در سال ۱۹۱۹ میلادی تأسیس شده‌است.